# Ricardo de Madrazo y Garreta
Ricardo de Madrazo y Garreta (Madrid, 1852 - Madrid, 18 d'agost de 1917), va ser un pintor espanyol, fill i deixeble de Federico Madrazo, germà de Raimundo de Madrazo i net de José de Madrazo.
Era un dels membres de la tercera generació de la família de pintors espanyols on també de va destacar el seu germà Raimundo Madrazo. Va ser l'últim dels set fills de Federico de Madrazo y Küntz de qui va aprendre els rudiments de la pintura abans d'estudiar durant dotze anys a la Reial Acadèmia de Belles Arts de San Fernando de Madrid.

Es va convertir en amic íntim de Marià Fortuny de qui va rebre una forta influència, tant per la tècnica preciosista com pels temes orientals, que li enquadren en el grup dels orientalistes espanyols. Amb ell va compartir el viatge al Marroc en el qual es va inspirar per a gran part de la seva producció artística del gènere anomenat "orientalista".
Posteriorment, a més, va esdevenir el cunyat de Fortuny quan aquest es va casar amb la seva germana Cecília de Madrazo, el 1867. Ricardo els va seguir a Roma i després a París on va viure amb ells fins a la mort del seu cunyat el 1874. Després va fer una breu estada a Madrid, per traslladar-se a continuació a Granada, abans de tornar altre cop al Marroc. A la seva tornada va viure a Venècia amb la seva germana vídua Cecília, un període en què va col·laborar amb el paisatgista Martin Rico. Tots aquests viatges li varen permetre crear un conjunt de pintures de paisatges i atendre encàrrecs fets amb la tècnica de l'aquarel·la de la qual va ser un gran expert.
Va participar regularment en diverses exposicions tant a Espanya com a París, encara que la seva producció més visible, que era també la seva base econòmica, van ser com a retratista amb un estil similar al del seu pare, una tècnica ben apreciada pel públic i la crítica. va ser, a més, una autoritat en la classificació de la pintura antiga. El 22 de novembre de 1884 es va casar amb Ángeles López de la Calle, amb la qual va tenir cinc fills. Va morir a Madrid, 18 d'agost de 1917 a l'edat de 65 anys.
Entre les seves obres més conegudes cal esmentar: Marroquins, Un mercat de Fez, Alt en una caravana àrab.